# Hrabstwo Meekatharra
Hrabstwo Meekatharra – obszar samorządu terytorialnego w centralnej części stanu Australia Zachodnia. Zajmuje powierzchnię 100 789 km², ale jest zamieszkiwane przez zaledwie 1137 osób (2006). Ośrodkiem administracyjnym hrabstwa jest miasteczko Meekatharra, leżące w jego południowej części. Na terenie hrabstwa znajduje się też kilka niewielkich miast opuszczonych, zbudowanych w trakcie gorączki złota i opustoszałych po zakończeniu wydobycia. Górnictwo złota do dzisiaj pozostaje główną gałęzią gospodarki hrabstwa.